# Amphianthus impeditus
Amphianthus impeditus är en havsanemonart som först beskrevs av Gravier 1918.  Amphianthus impeditus ingår i släktet Amphianthus och familjen Hormathiidae. Inga underarter finns listade i Catalogue of Life.